# Pougny (Ain)
Pougny és un municipi francès situat al departament de l'Ain i a la regió d'Alvèrnia-Roine-Alps. L'any 2007 tenia 747 habitants.

## Demografia

### Població
El 2007 la població de fet de Pougny era de 747 persones. Hi havia 283 famílies de les quals 72 eren unipersonals (34 homes vivint sols i 38 dones vivint soles), 77 parelles sense fills, 111 parelles amb fills i 23 famílies monoparentals amb fills.
La població ha evolucionat segons el següent gràfic:
Habitants censats

### Habitatges
El 2007 hi havia 380 habitatges, 290 eren l'habitatge principal de la família, 70 eren segones residències i 20 estaven desocupats. 311 eren cases i 67 eren apartaments. Dels 290 habitatges principals, 214 estaven ocupats pels seus propietaris, 69 estaven llogats i ocupats pels llogaters i 7 estaven cedits a títol gratuït; 8 tenien una cambra, 14 en tenien dues, 33 en tenien tres, 68 en tenien quatre i 167 en tenien cinc o més. 249 habitatges disposaven pel capbaix d'una plaça de pàrquing. A 107 habitatges hi havia un automòbil i a 164 n'hi havia dos o més.

### Piràmide de població
La piràmide de població per edats i sexe el 2009 era:
| Homes | Edats   | Dones |
| ----- | ------- | ----- |
| 0     | 95 o +  | 0     |
| 0     | 90 a 94 | 0     |
| 4     | 85 a 89 | 8     |
| 4     | 80 a 84 | 4     |
| 0     | 75 a 79 | 0     |
| 0     | 70 a 74 | 8     |
| 8     | 65 a 69 | 12    |
| 16    | 60 a 64 | 8     |
| 40    | 55 a 59 | 24    |
| 16    | 50 a 54 | 32    |
| 8     | 45 a 49 | 16    |
| 32    | 40 a 44 | 24    |
| 40    | 35 a 39 | 28    |
| 20    | 30 a 34 | 28    |
| 20    | 25 a 29 | 20    |
| 32    | 20 a 24 | 12    |
| 36    | 15 a 19 | 32    |
| 8     | 10 a 14 | 28    |
| 16    | 5 a 9   | 20    |
| 16    | 0 a 4   | 40    |

## Economia
El 2007 la població en edat de treballar era de 487 persones, 369 eren actives i 118 eren inactives. De les 369 persones actives 342 estaven ocupades (189 homes i 153 dones) i 28 estaven aturades (10 homes i 18 dones). De les 118 persones inactives 34 estaven jubilades, 34 estaven estudiant i 50 estaven classificades com a «altres inactius».

### Ingressos
El 2009 a Pougny hi havia 283 unitats fiscals que integraven 689 persones, la mediana anual d'ingressos fiscals per persona era de 24.231 €.

### Activitats econòmiques
Dels 17 establiments que hi havia el 2007, 1 era d'una empresa extractiva, 3 d'empreses de construcció, 3 d'empreses de comerç i reparació d'automòbils, 2 d'empreses de transport, 1 d'una empresa d'hostatgeria i restauració, 2 d'empreses d'informació i comunicació, 1 d'una empresa immobiliària, 2 d'empreses de serveis i 2 d'empreses classificades com a «altres activitats de serveis».
Dels 5 establiments de servei als particulars que hi havia el 2009, 1 era una oficina de correu, 2 fusteries, 1 lampisteria i 1 restaurant.
L'any 2000 a Pougny hi havia 4 explotacions agrícoles.

## Equipaments sanitaris i escolars
El 2009 hi havia una escola elemental.

## Poblacions més properes
El següent diagrama mostra les poblacions més properes.